# Satoru Noda
Satoru Noda (Hokkaido, 19 de març de 1969) és un futbolista japonès.

## Selecció japonesa
Va formar part de l'equip olímpic japonès a la Copa d'Àsia de 1988.